# Ried (Neuburg an der Donau)
Ried ist ein Stadtteil von Neuburg an der Donau. Er wurde am 1. Januar 1976 in die Kreisstadt eingegliedert und liegt im Norden Neuburgs. Bis zur Eingemeindung war Ried eine eigenständige Gemeinde mit den Ortsteilen Ried, Gietlhausen und Hessellohe; diese Orte bilden weiterhin die Gemarkung Ried. Das Pfarrdorf Ried hatte (2020) 808 Einwohner (1320 Einwohner zusammen mit Gietlhausen und Hessellohe).

## Rückblick

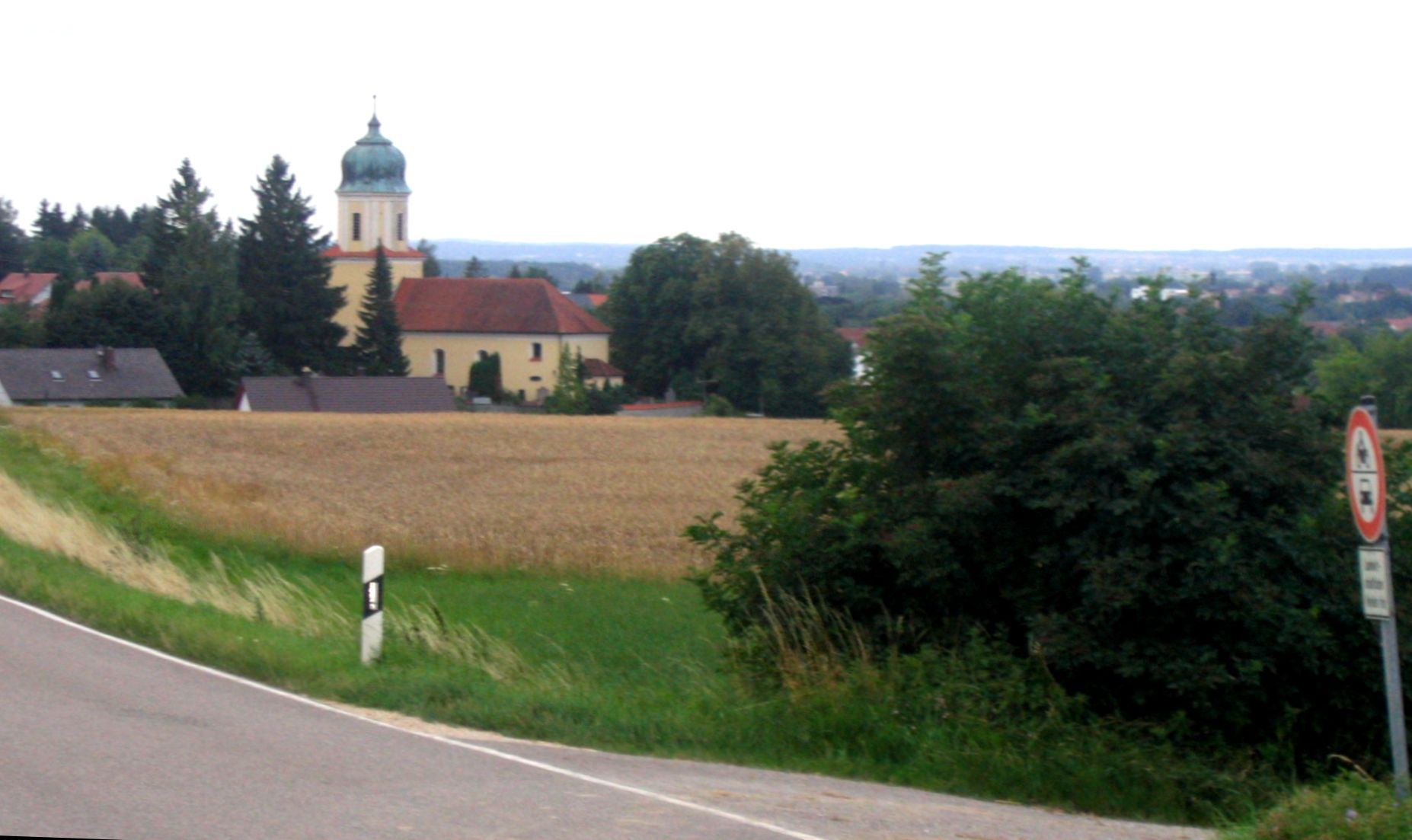
Straßenblick auf Ried

Die Grenzen zwischen Neuburg an der Donau und dem jetzigen Stadtteil Ried sind fast verwischt. Nur ein Ortsschild zeigt noch, wo Ried anfängt. Rechts der Ingolstädter Straße liegt am Donaufelsen das Arco-Schlösschen mit seinem herrlichen Ausblick zur Stadt. Links und rechts der Straße geht es bergauf, dort gruppieren sich die Häuser von Ried und auf dem Berg steht die Kirche St. Georg. Stadtauswärts führt eine Abzweigung von der Ingolstädter Straße in den Ortsteil Hessellohe.
Der ältere Ortsteil dürfte Hessellohe sein, denn lange Zeit war nur die Rede von der Kirche auf dem Berg oder von St. Georgen auf dem Berg. Heute bilden die beiden Ortsteile eine feste Einheit.

## Geschichte
Den Nachweis, dass Menschen das Gebiet der Gemeinde schon sehr früh bewohnten, lieferte der 1952 gehobene Faustkeil von Ried. Er dürfte weit über 150.000 Jahre alt sein.
Im Pappenheimer Urbar aus dem Jahre 1214 steht die „Kapelle auf dem Berg, St. Georgen“ vermerkt. Im Jahre 1280 erscheint im Salbuch von Ludwig II. des Strengen der Ort „in dem Ried“. Bis ins 16. Jahrhundert konnte man immer wieder von den „Hofstätten am Ried“ lesen.
Bei den Kämpfen König Ludwig IV. um den Erhalt seiner Macht als Römischer König wurden im Jahre 1322 auch die Besitzungen des Neuburger Benediktinerinnenklosters zerstört. Da half der Augsburger Bischof Friedrich I. (im Amt 1309–1331) den Benediktinerinnen aus ihrer Not und schenkte ihnen die Rechte an Ried.
Im Jahre 1452 bestätigt eine Quittung, dass ein Jakob Ziegler die Zieglerhütte hatte. Die Zeit hat auch hier ihre Spuren hinterlassen, heute ist sie nur noch eine Lagerstätte für Ziegelprodukte.
Durch die neue Ansiedlung in Gietlholz, später Gietlhausen genannt, kam es zu einem Rechtsstreit. Es musste entschieden werden, wohin Gietlhausen eingemeindet werden sollte und wer für den Schulunterricht zuständig ist. Am 1. März 1825 kam das Urteil, Gietlhausen wurde schulisch und kirchlich Ried zugewiesen.
1860 wird berichtet, dass die Einwohner von der Agrikultur leben, also Landwirtschaft und dem Taglohn, einige vom Gewerbe und Handwerk. Die Wohnhäuser sind infolge mehrerer Brandunfälle größtenteils mit Ziegeln bedeckt, nur wenige mit Stroh. Zu diesem Zeitpunkt zählte Ried 29 Häuser mit 149 Seelen, Hessellohe 30 Häuser mit 163 Seelen und Gietlhausen 19 Häuser mit 124 Seelen. Etwa die Hälfte der Bewohner von Gietlhausen war protestantisch. Der Forsthof zählte 14, davon vier Katholiken, und Igstetten 18 Seelen.

## Das Schrannengericht
In Ried gab es auch ein Schrannengericht, das vor 1417 in den Händen der Grafschaft Graisbach lag, aber spätestens 1470 dem Gericht in Rain zugeordnet wurde. Heute noch erinnert die Bezeichnung Galgenberg an diese Hinrichtungsstätte, die sich „nahe bei Ried“ befand. An Silvester im Jahre 1803 wurde hier das letzte Urteil vollstreckt.
Um Zucht und Ordnung Einhalt zu gebieten, wurden alle Landgerichtsuntertanen der Orte nördlich der Donau zwischen Stepperg und Unterstall zweimal jährlich zwischen Martini und Michaeli zum Ehaftgericht (Ehaft = Gemeindeordnung) „an das Ried“ oder auf den „St. Georgsberg bei Neuburg“ geladen. Schon im 15. Jahrhundert war dies ein uralter Rechtsbrauch. Ried war damit für diesen Raum ein wichtiger Mittelpunkt.

## Der Großbrand
Am 10. Mai 1848 wütete das Feuer in Ried. Fünf Gehöfte wurden eingeäschert, und fünf Familien standen damit vor dem Nichts. Sie konnten sich nur noch mit dem nackten Leben retten. Eine Frau erlitt dabei schwere Brandverletzungen, so dass sie drei Wochen ans Bett gefesselt war. Selbst der Pfarrhof war von Feuer umgeben, er konnte aber gerettet werden, nur die Holzlege brannte ab. Es gab schließlich zu dieser Zeit noch keine organisierte Feuerwehr. Ganz primitiv musste mit Eimer und Wasser gelöscht werden.
Erstaunlich war die große Hilfsbereitschaft, die entgegengebracht wurde. Aus vielen Ortschaften kam Hilfe, es wurde für die betroffenen Familien gesammelt. Sogar in Eichstätt bemühten sich hilfsbereite Menschen. Das Ergebnis war beträchtlich. Es gab zur Linderung der Not viele Einrichtungsgegenstände, angefangen von Betten, Schränken, Türen, Fensterrahmen, Fußschemel über Badewannen, Eimer und Stühle bis hin zu Gerste, Roggen, Brot und Mehl. Aber auch Kalk und andere Baumaterialien wurden gespendet.
Die Betroffenen haben es auch nicht vergessen, sich zu bedanken. Die Dankesworte waren in der Neuburger Heimatzeitung zu lesen und unterzeichnet von den federführenden Organisatoren, dem königlichen Landrichter Heiß, dem Pfarrer Josef Schuster aus Ried und dem Vorsteher G. Rein, ebenfalls von Ried.

## Die Kirche

### Kirchengeschichte

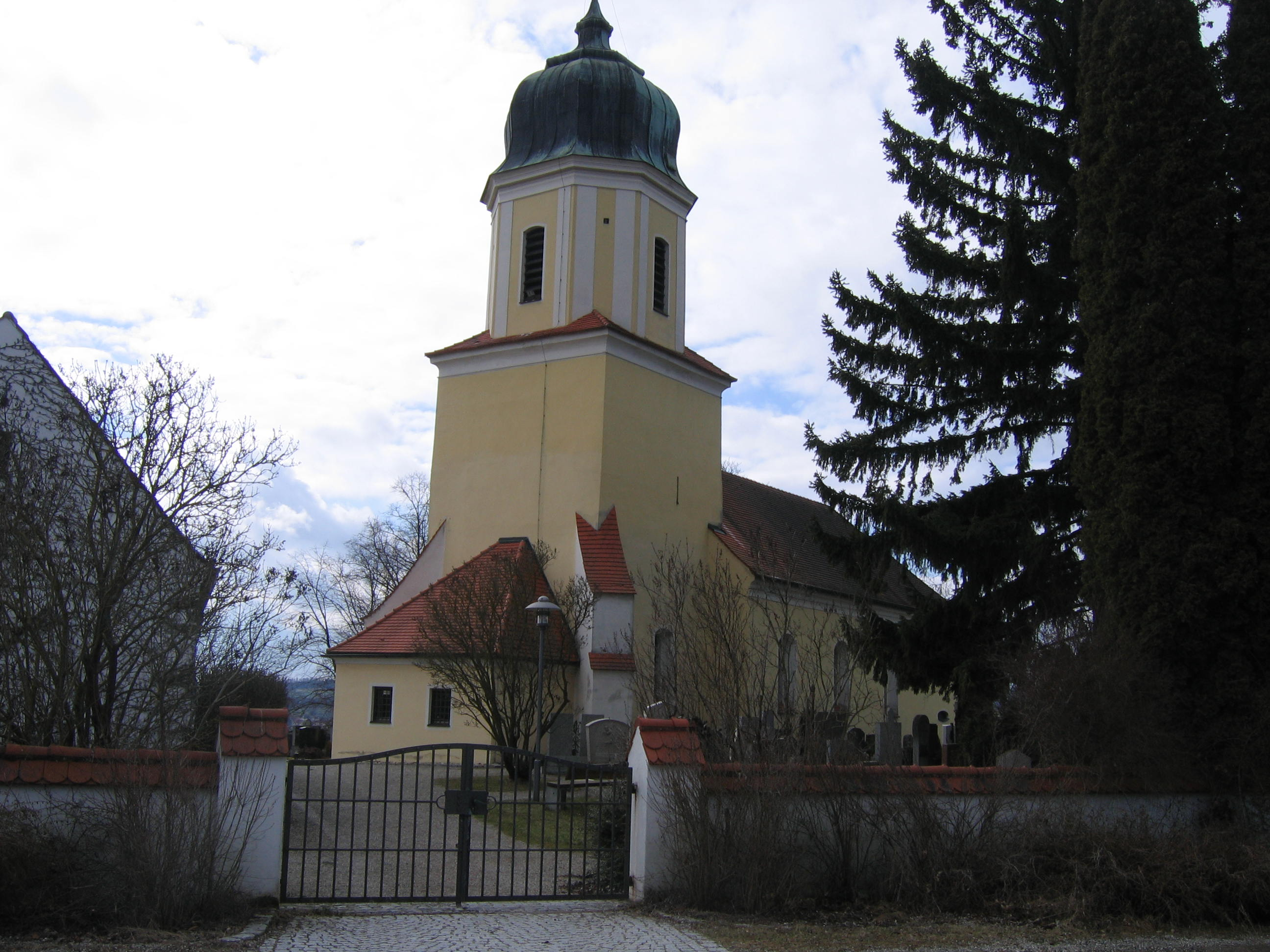
Die Kirche als Wahrzeichen

Die Kirche von Ried ist dem heiligen Georg geweiht und steht auf einem Hügel. Bei der Anfahrt von Eichstätt ist der Turm mit der Zwiebelhaube das Wahrzeichen. Lange war die Rede von der „Kirche auf dem Berg“ oder „St. Georgen“, ohne die Bezeichnung Ried zu erwähnen. Um den Sakralbau gruppiert sich der Friedhof.
Nach einem Manuskript der Jesuiten wird berichtet, dass die Kirche ursprünglich in Hessellohe erbaut werden sollte. Aber dreimal wurden die Steine auf den Rieder Berg überführt. Dies war ein Hinweis, das Gotteshaus auf dem Berg zu errichten, was auch geschehen ist und wo sie heute noch steht. Das älteste Gemäuer der Kirche und der Turmunterbau dürften aus dem 13. Jahrhundert stammen.
1667 wurde der Sakralbau mit zwei Seitenaltären ausgestattet: Auf der einen Seite die Statue Mariens mit dem Jesuskind, auf der anderen die Vierzehn Nothelfer als Gemälde. Diese beiden Seitenaltäre wurden 1852 durch neue ersetzt. Die Marienstatue auf dem Seitenaltar wurde durch ein Ölgemälde mit Immakulata ersetzt, sie stammt aus dem Kloster Gnadenthal in Ingolstadt. Das Altarbild mit den Vierzehn Nothelfern wurde übernommen, ebenso die beiden Medaillonsgemälde mit dem heiligen Ignaz von Loyola und Franz Xaver. Zugleich bekam der Hochaltar durch eine Vergoldung ein frisches Gesicht.
Wegen Baufälligkeit musste die Kirche am Palmsonntag 1871 geschlossen werden. Das Hesselloher Schlösschen diente jetzt bis 1875 als Kirche, Schule und Mesnerhaus.
Im Jahre 1919 wurde das Gotteshaus verlängert. 1931 war eine Renovierung erforderlich. Bei Reparaturarbeiten im Jahre 2009 kamen aus der Turmkuppel Gegenstände von 1931 zutage. In einer Bierflasche befanden sich Informationen von dem Zimmermeister Johann Kornreiter aus Unterstall, sowie das damalige Zahlungsmittel. Es wurden Millionen- und Hunderttausenderscheine entdeckt.
Auch 1954 stand eine Renovierung an. Im Jahre 1977 wurde eine Außenrenovierung durchgeführt. Die Kirche musste trockengelegt, aber auch Arbeiten am Pflaster und am Dach ausgeführt werden.

### Kirchenbeschreibung
Ein wuchtiger Kirchturm mit einem oktogonalen Glockengeschoss und einer Zwiebelhaube gibt der Pfarrkirche von Ried das Gepräge. Die Zwiebelhaube soll aus dem Jahre 1871 stammen. Auf dem Hochaltar steht das Bild des Kirchenpatrons St. Georg im Blickfang. Die beiden Seitenaltäre stammen aus dem Jahre 1852 und sind bis heute ebenfalls unverändert. Die Kanzel von 1720 mit einem polygonalen Korpus besitzt reichen Stuckdekor sowie viele Putten und Puttenköpfe.
2013 wurde eine neue Orgel eingebaut. 2015 erfolgte eine Innenrenovierung; auch wurde ein neuer Volksaltar des Künstlers Matthias Hoppe aufgestellt.

### Kreuzweg mit Bildstöcken

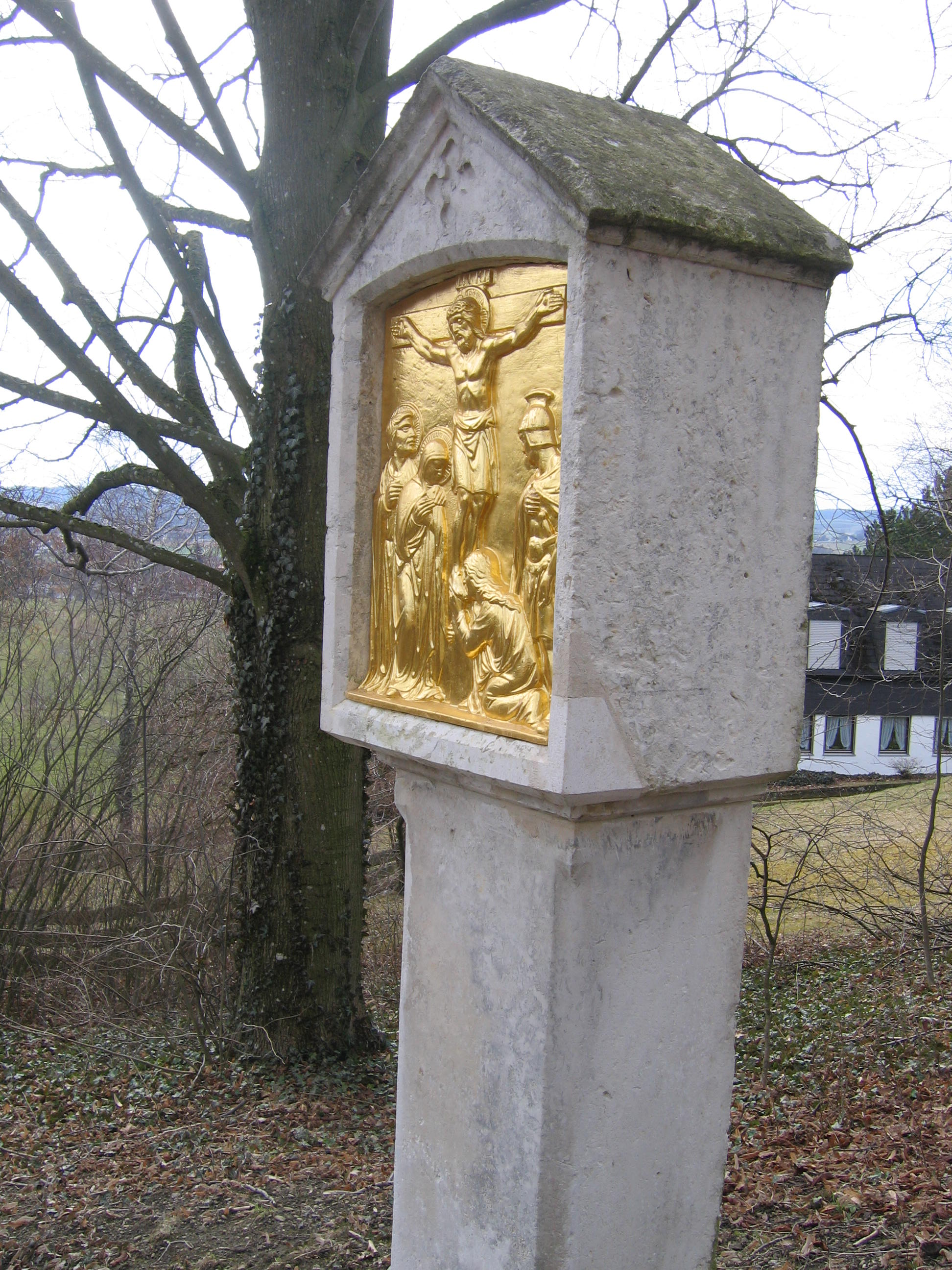
Eine Kreuzwegstation

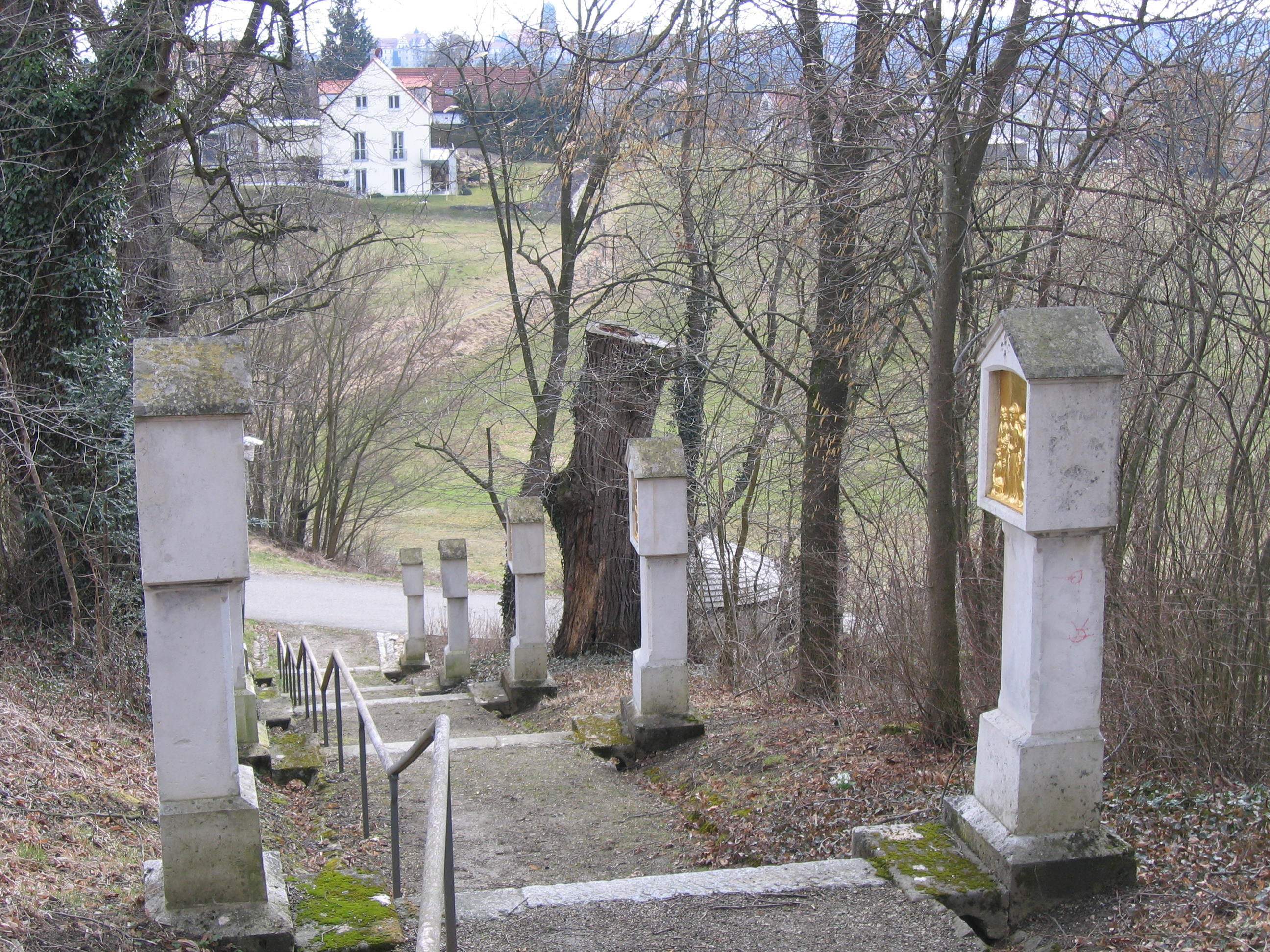
Der Kreuzweg am Rieder Kirchberg

Die 14 Bildstöcke mit Votivtafeln am Aufgang des Rieder Kirchbergs sind ein wahres Kleinod. Über ihre Entstehung ist nichts Genaues bekannt, es wird vermutet, dass die Bildstöcke mit Natursteinsäulen und die Metallbildtafeln etwa um 1900 aus Regensburg kamen. Freiherr von Flachslanden hatte den Kammerdiener Buchsbaum. Dessen Sohn soll diesen Kreuzweg gestiftet haben.
Die Zeit nagte daran und hatte ihnen bereits erheblich zugesetzt. Im Jahre 2005 leitete der Neuburger Stadtrat erste Schritte zur Sanierung und Finanzierung ein. Im April 2007 konnte Regionaldekan Vitus Wengert nach einer gut gelungenen Restaurierung den Kreuzweg mit Bildstöcken durch eine Weihe wieder der Öffentlichkeit übergeben. Die Kosten wurden auf 20.000 Euro beziffert, von denen der Bezirk Oberbayern 2.000 Euro übernommen hat. Der Rest wurde von Spendengeldern der Rieder finanziert.

### Maria-Hilf-Grotte
Die Maria-Hilf-Grotte steht auf dem Rieder Berg, ein Bauwerk mit viel Holz. Der Zahn der Zeit nagte auch an diesem Kleinod. Der Neuburger Verschönerungsverein legte an dem Bauwerk Hand an und leitete eine Renovierung in die Wege. Auf der Mängelliste standen die Stützbalken sowie die Dacheindeckung und angefaulte Hölzer. Am Ende betrugen die Kosten 1700 Euro, dazu kamen noch 150 freiwillige Arbeitsstunden. Die Stadt Neuburg übernahm davon 1000 Euro, der Rest wurde durch Spenden der Rieder aufgebracht. Zusätzlich pflanzte der Verschönerungsverein 100 Stöcke Wildrosen und der Gartenbauverein Buchsbäume, Sträucher und Blumen.
Regionaldekan Vitus Wengert, zuständig für die Pfarreiengemeinschaft St. Peter, übernahm die kirchliche Segnung im Rahmen einer Maiandacht.

### Das kirchliche Leben
Die Pfarrei Ried liegt in der Diözese Augsburg, direkt an der Grenze zum Bistum Eichstätt. Zur Pfarrei gehören die Orte Ried, Hessellohe, Gietlhausen und der Forsthof. Igstetten war ursprünglich in der Diözese Eichstätt, 1516 kaufte das Neuburger Frauenkloster die Einöde und damit kam es zur Diözese Augsburg und ebenfalls zur Pfarrei Ried.
Von 1542 bis 1616 war Ried, wie das gesamte Fürstentum Pfalz-Neuburg, evangelisch. Mit dem Übertritt von Herzog Wolfgang Wilhelm zur katholischen Religion ist auch Ried wieder katholisch geworden. Die Rechte von Ried wurden jetzt dem neugegründeten Jesuitenkolleg in Neuburg übertragen.
Schwere Zeiten herrschten während des Dreißigjährigen Krieges, vor allem um 1632. Die Schweden raubten und plünderten im Neuburger Raum. Die Bewohner von Bittenbrunn und Ried suchten in der Stadt ihre Zuflucht. Die Dörfer waren verlassen, die religiösen Funktionen mussten eingestellt werden. Die Gotteshäuser wurden beraubt, die Altäre profaniert. Erst 1636 konnte wieder religiöses Leben in der Kirche einziehen. Von 1650 bis 1664 versorgten die Jesuiten abwechslungsweise die beiden Pfarreien Bittenbrunn und Ried. Von 1667 bis 1700 mussten die Geistlichen von Bittenbrunn auch die Seelsorge von Ried übernehmen. Die Jesuiten wirken zu dieser Zeit als Missionare.

### Raufereien und Kirchendiebstahl
Auch weniger erfreuliche Dinge sind in die Kirchengeschichte von Ried eingegangen. Pfarrer Viktor Karrmann, zuvor in Genderkingen, war vom 16. Februar 1828 an Pfarrer von Ried. Er kam im Ort nicht immer gut zurecht. Am 10. Mai 1829 kam es in der Pfarrkirche zu einer Schlägerei, dabei wurde ein Bursche blutig geschlagen. Der Geistliche ließ daraufhin die Kirche schließen, es gab 17 Tage keinen Gottesdienst, keine Messe und kein Glockengeläute. Die Burschen wurden durch das Landgericht verurteilt und durch Schläge bestraft.
Am 7. August 1832 wurde der Kreuzpartikel aus der Kirche gestohlen. Stadtpfarrer und Dekan Jäger aus Neuburg schenkte den Riedern wieder ein Heiligtum. Der Pfarrer ließ für einen neuen Kreuzpartikel sammeln. Auch ein neues Kleid für das Muttergottesbild wurde aus dem Erlös angeschafft, sowie vier große und vier kleine Maibüschen.
Am 2. Februar 1833, also an Mariä Lichtmess, brachte jemand einen silbernen Rosenkranz für das Muttergottesbild. Auch eine vergoldete Krone für das Ziborium wurde der Pfarrkirche geschenkt.
Es gab auch einen Streit um den Kleinzehent auf der Brache. Pfarrer Karmann gewann diesen Kleinzehent-Prozess für die Pfarrei.

## Schule
Seit wann es in Ried eine Schule gab, ist unbekannt. Jedenfalls wurden die Kinder von der neuen Ansiedlung in Gietlhausen mit einem Schreiben vom 1. März 1824 verpflichtet, die Schule in Ried zu besuchen.
Als im Jahre 1870 die Kirche baufällig wurde, diente das Schlösschen in Hessellohe nicht nur für kirchliche Zwecke, sondern wurde auch als Schulraum genützt. 1875 wurde das Schulhaus neu gebaut. Nach dem Zweiten Weltkrieg erhöhte sich die Kinderzahl durch den Flüchtlingszuzug stark. Um 1950 wurde deshalb das Schulgebäude den neuen Verhältnissen angepasst und umgestaltet, so dass nun drei Lehrsäle zur Verfügung standen. Die Räume wurden neu bestuhlt, eine Schulküche wurde eingerichtet und ein eigenes Gebäude als Lehrerwohnhaus gebaut.
Für die Orte Ried, Attenfeld, Bittenbrunn und Unterstall wurde im Zuge der Schulreform 1971 die Grundschule in eine Verbandsschule umgewandelt. Bei den weiteren Diskussionen war die Bildung einer Schule Nord im Gespräch. Schließlich kamen die Schüler von Ried in den Schulsprengel Neuburg.

## Arco-Schlösschen

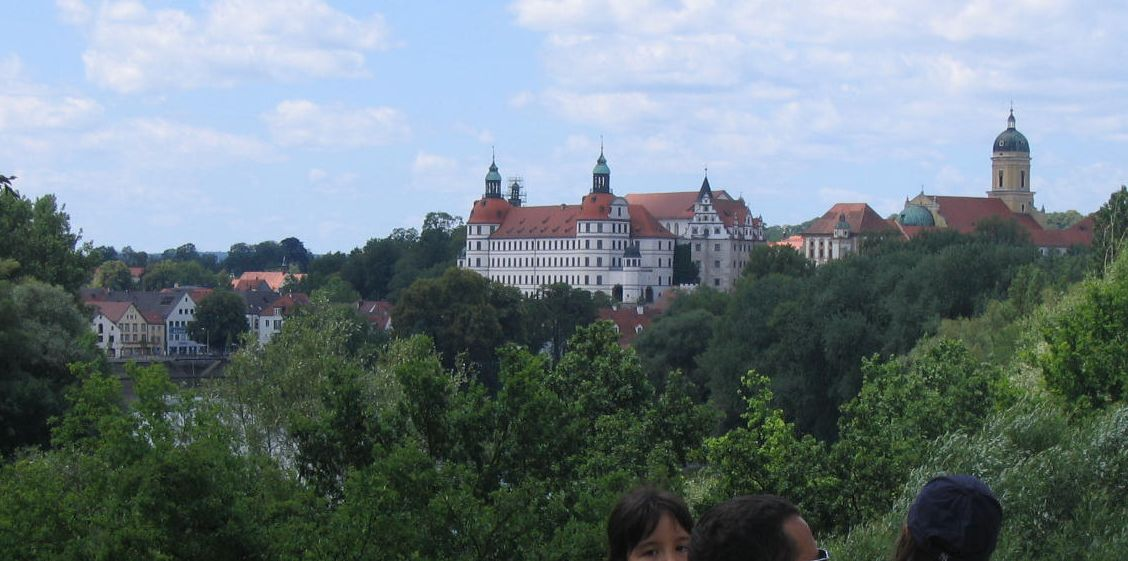
Ein Blick vom Arcoschlösschen zur Stadt Neuburg

Hoch oben auf einem Felsen steht das Arco-Schlösschen. Am Hörnlein, so bezeichnet der Volksmund dieses Stück Erde, reiften einst die Trauben und daraus wurde der Hörnlein-Wein gepresst. Dort, wo einst das Kelterhaus stand, befindet sich heute das „Arco“.
Um 1900 hieß das Arcoschlösschen auch Moyschlösschen, nachdem die Erbtochter Sophie (1868–1952) des 1891 verstorbenen Grafen Aloys von Arco-Stepperg mit Graf Ernst von Moy verheiratet war. So erwähnt der Rieder Pfarrer Eugen Erdner in seiner Flora sehr oft das 'Moyschlösschen'.

### Geschichte

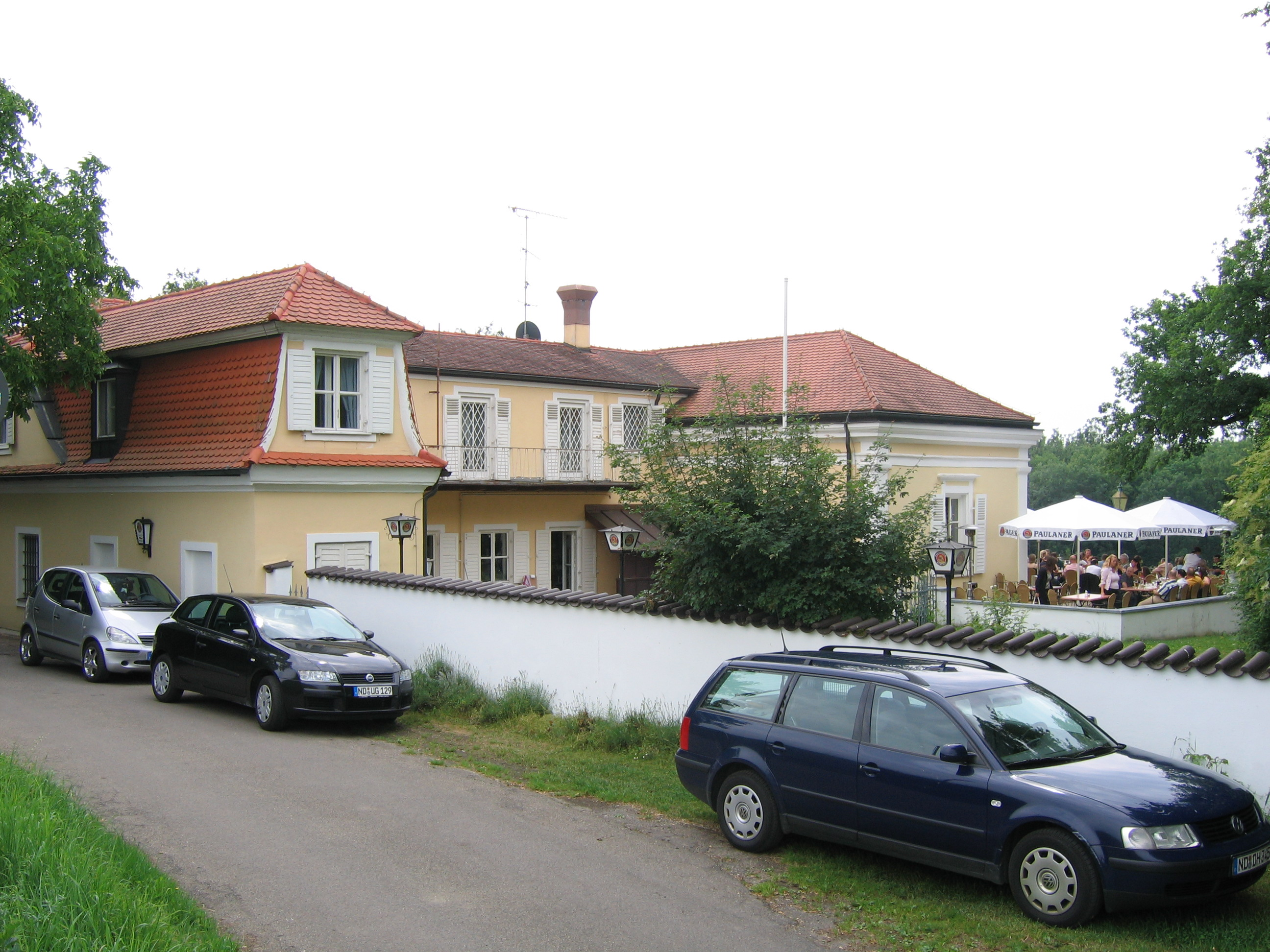
Das Arcoschlösschen

Der Vizepräsident der Landesdirektion Neuburg, Karl August Graf von Reisach, erwarb dieses Grundstück und erbaute 1805 das Schlösschen, außerdem gehörte noch ein Ökonomiegut, also eine Landwirtschaft, dazu. Dieses Gebäude bekam den Namen „Reisachruh“. Für den Erbauer sollte es nach seiner aufreibenden Arbeit eine Erholungsstätte sein. Die Rede war von „Buen Retiro“, ein Park wie in Madrid oder ein Sanssouci der Neuburger.
Es wurde auch bald zu einem der beliebtesten Ausflugsziele der Neuburger. Um Kapital daraus zu schlagen, erwarb der Besitzer im Jahre 1808 die Bier-, Wein- und Kaffee-Schankgerechtigkeit.
Die Reisachruh sollte auch die letzte Ruhestätte werden für den Grafen von Reisach. Eine Sphinx nach heidnischer Art war geplant, die hier die Wache halten sollte. Doch dazu kam es nicht mehr. Graf von Reisach hatte sich bei seiner Karriere in Schulden gestürzt und flüchtete deshalb 1813 nach Norddeutschland. Für die damalige Zeit war er damit im Ausland und nicht mehr habhaft. Der Reisach-Besitz wurde versteigert.
Neuer Besitzer war nun Rechtsanwalt Dr. Brunner, dann der Kurfürstlich Leopoldinische Brauhausverwalter Danner und schließlich 1848 Graf Arco von Stepperg. Jetzt wurde dem Schlösschen ein neuer Stempel aufgedrückt. Das Dach wurde mit Solnhofner Platten gedeckt, das Reisachwappen musste weichen, an Stelle dessen kam das Graf-Arco-Wappen, die Bauinschriften an der Ost- und Westseite wurden entfernt, ebenso die noch vorhandenen Rebstöcke, um so die letzten Spuren Reisachs auszulöschen. Das Schloss bekam den Namen Arco.
Später erwarb der Gastronom Siegmund Völk das Schlösschen, und 1993 kaufte es die Stadt Neuburg für zwei Millionen Mark. Die Gastronomie wird weitergeführt, aber die Pächter wechselten inzwischen mehrmals.

## Persönlichkeiten

### Karl August Graf von Reisach
- * 15. Oktober 1774 in Neuburg/Donau; † 29. November 1846 in Koblenz

Karl August Graf von Reisach stammt aus einer angesehenen Neuburger Adelsfamilie. Sein Vater war der Pfalz-Neuburgische Geheime Rat, Oberkommissar und Landschaftsverordneter Franz Christoph von Reisach. Der junge Karl Reisach besuchte das Neuburger Gymnasium und diente bald am fürstbischöflichen Hof zu Eichstätt als Edelknabe (Page). Sein Studium setzte er später an der Universität in Ingolstadt fort. Noch auf der Hochschule erlangte er die Würde eines Johanniter- oder Malteser-Ritters.
Der Vater sprach bei Kurfürst Karl Theodor vor und bat 1795 um eine Stellung für den Sohn als Regierungsrat und Oberjagdkommissär, was auch genehmigt wurde. Um die finanziellen Verhältnisse aufzubessern, konnte Reisach bald die Stelle des Pfleger- und Landrichterkommissars in Hilpoltstein und Heideck übernehmen.
Im Jahre 1802 wurde er zum Direktor der ersten Deputation der Neuburger Landesdirektion ernannt, 1803 zum Vizepräsidenten der Landesdirektion Neuburg erhoben. 1808 wurde er zum Generalkommissär des Lechkreises mit Sitz in Augsburg, dann 1809 Generalkommissär des Illerkreises mit Sitz in Kempten ernannt.
Inzwischen hatte er sich schwer verschuldet, wurde zum Staatsverbrecher, floh und landete schließlich als Archivrat in Koblenz. In Bayern wurde er steckbrieflich verfolgt und in Abwesenheit zu einer zwölfjährigen Festungshaft verurteilt.

#### Reisachs Verdienste um Neuburg
Trotz der Verfehlungen kann man nicht verschweigen, dass er sich auch in Neuburg ein Denkmal gesetzt hat. Viele gemeinnützige Anstalten in Neuburg zeigen seine Handschrift, zumindest ist er in vielen Fällen der Beihelfer gewesen. Es war der Wunsch der Herzogin Amalie, aus einer ehemaligen wüsten Wildprettschütt den renommierten Englischen Garten zu machen. Dafür machte sich Reisach stark. Eine Fruchtbaumallee von Neuburg nach Bittenbrunn und Ried sowie die Errichtung einer Steingut- und Porzellanfabrik waren sein Werk. Auch die Bildung der Provinzialbibliothek ist ihm zu verdanken. Er verfasste zwei Neuburger Taschenbücher in den Jahren 1807/1808, die wertvolle Informationen enthalten. Und auch die Reisachruhe geht auf ihn zurück.

### Ritter Johann Baptist Anton Freiherr von Flachslanden

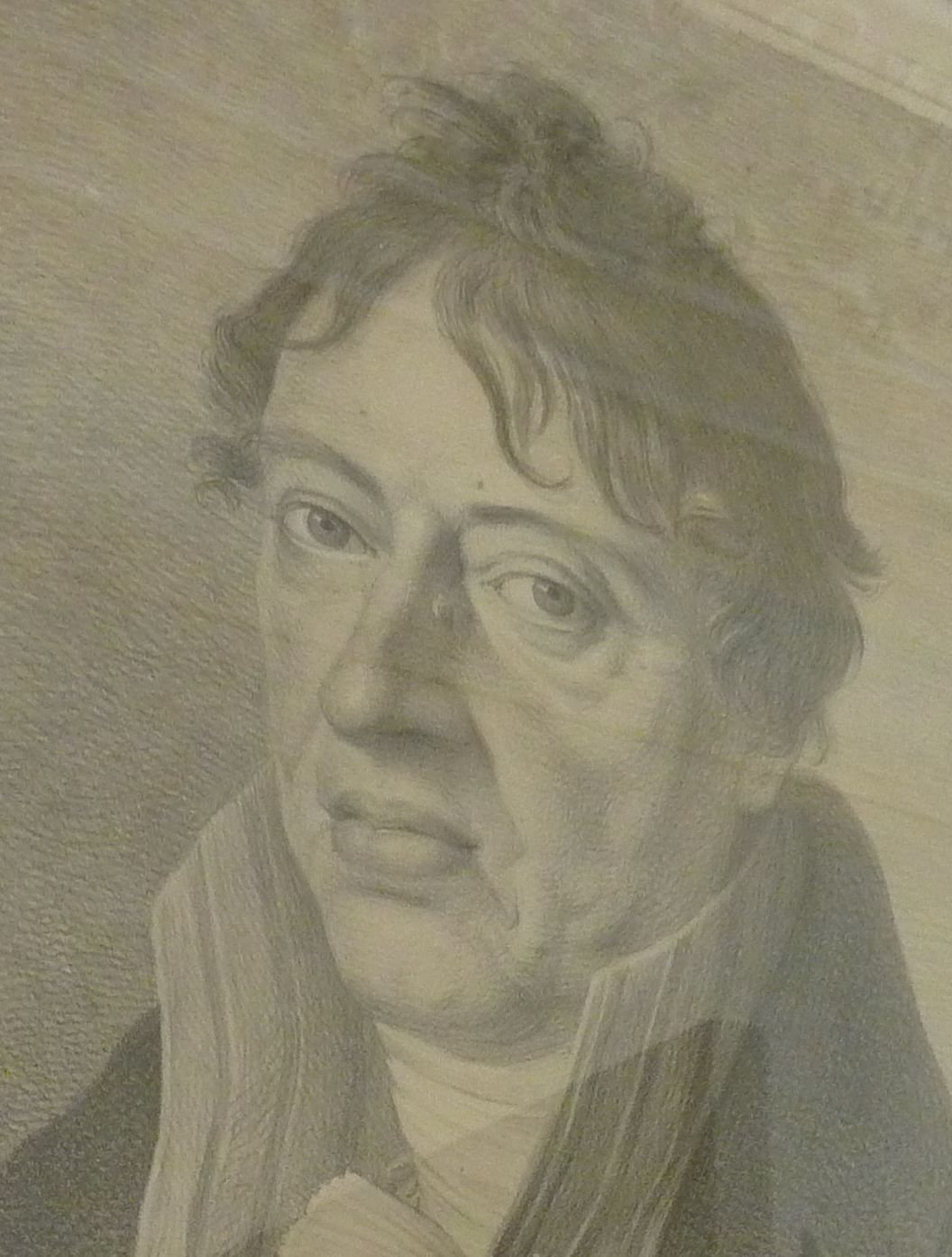
Johann Baptist von Flachslanden, Lithographie von Josef Hauber, 1820

- 21. Mai 1739 in Zabern im Elsass; † 19. März 1822 in Neuburg an der Donau

Der aus dem elsässischen Geschlecht von Flachslanden stammende Johann Baptist von Flachslanden war Malteser und maßgeblich für die Gründung des bayerischen Großpriorates des Malteserordens verantwortlich. Dieses gehörte nicht der Deutschen, sondern der Englischen Zunge an, die daher auch als Englisch-Bayerische Zunge bezeichnet wurde. Flachslanden wurde Oberhaupt der Zunge und erhielt den alten Titel des Turkopolier, außerdem war er Statthalter und Koadjutor des Großpriors Karl August von Bretzenheim. Gleichzeitig wurde die Großballei Neuburg gegründet. Am 17. Dezember 1781 stellte Kurfürst Karl Theodor die Stiftungsurkunde aus. Die Großballei erhielt den enteigneten Besitz der Jesuiten in Neuburg zur finanziellen Absicherung.
Eine Inventarliste aus dem Jahre 1783 gibt uns in die Besitzverhältnisse einen noch besseren Einblick. Mit dem Forsthof, dem Gut Hessellohe, dem Neuhof und dem dazugehörigen Brauhaus in Neuburg, dem Kloster- und Meierhof zu Echenbrunn bei Gundelfingen, den Jesuitenklostergebäuden, sowie der kurfürstlichen Hofkirche in Neuburg war die Großballei des Neuburger Malteserorden ausgestattet.
Am 10. August 1799 wird Freiherr von Flachslanden zum Großbailli von Neuburg ernannt. König Max I. hob am 8. September 1808 den Orden wieder auf. Flachslanden war nun nur noch ein geduldeter Staatspensionär auf dem Jesuitengebäude.
Er kaufte das Hesselloher Schlösschen und baute es zu seinem Landsitz aus. Er verschaffte der dortigen Bevölkerung auch Arbeit und Brot. Täglich fuhr er mit seinen Pferden von Neuburg nach Hessellohe. Am 22. März 1822 ist Freiherr von Flachslanden gestorben und wurde als prominentester Bürger im Friedhof von Ried beerdigt. Seine Grabplatte befindet sich heute im Hesselloher Schlösschen.

### Eugen Erdner, Pfarrer und Botaniker

#### Arbeit und Anerkennung

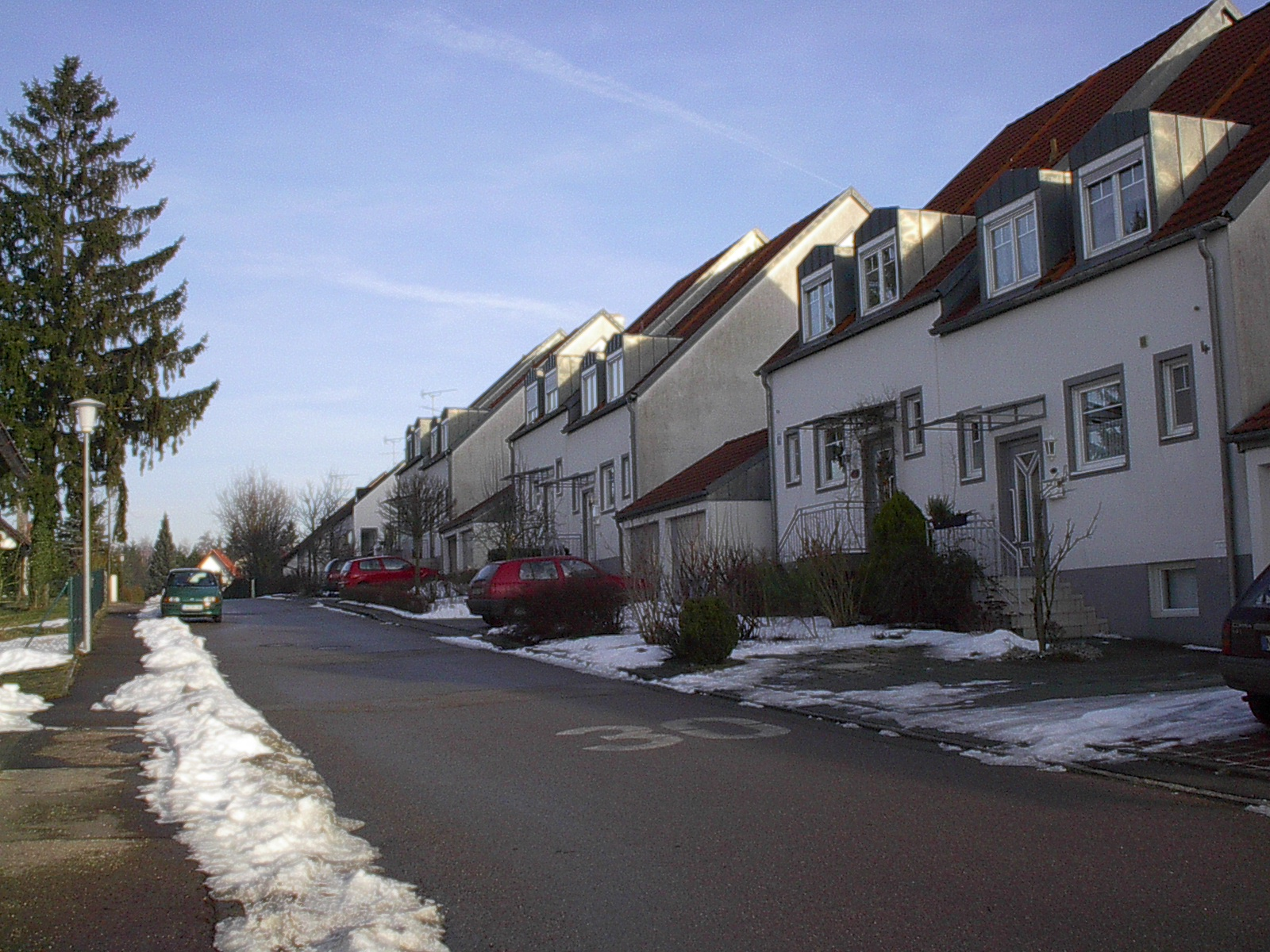
Die Eugen-Erdner-Straße in Ried

In der Regel heißt es, niemand kann zwei Herren dienen. Für Pfarrer Eugen Erdner, der zehn Jahre die Pfarrei Ried betreute, trifft dies nicht zu. Ihm wird bescheinigt, dass er ein beliebter Seelenhirte war. Darüber hinaus galt seine große Leidenschaft der Botanik, er opferte dafür jede freie Minute.
Erdner forschte und studierte die heimische Flora. 1911 wurde seine Arbeit durch ein gedrucktes Werk gekrönt. Schlicht wurde es betitelt: „Die Flora von Neuburg“. Es ist ein Nachschlagewerk über die heimische Pflanzenwelt aus den Amtsbezirken Neuburg, Rain, Monheim und den angrenzenden Gebieten von Schwaben und Mittelfranken.
Der Botaniker erwarb sich bald großes Ansehen und wurde in Regensburg zum ordentlichen Mitglied aufgenommen. Der Kreisausschuss für Naturpflege berief ihn als Mitarbeiter.
In der Pfarrei Ried war der Geistliche sehr schnell ein beliebter Seelsorger. Deshalb wurde die Eugen-Erdner-Straße nach ihm benannt.

#### Lebenslauf

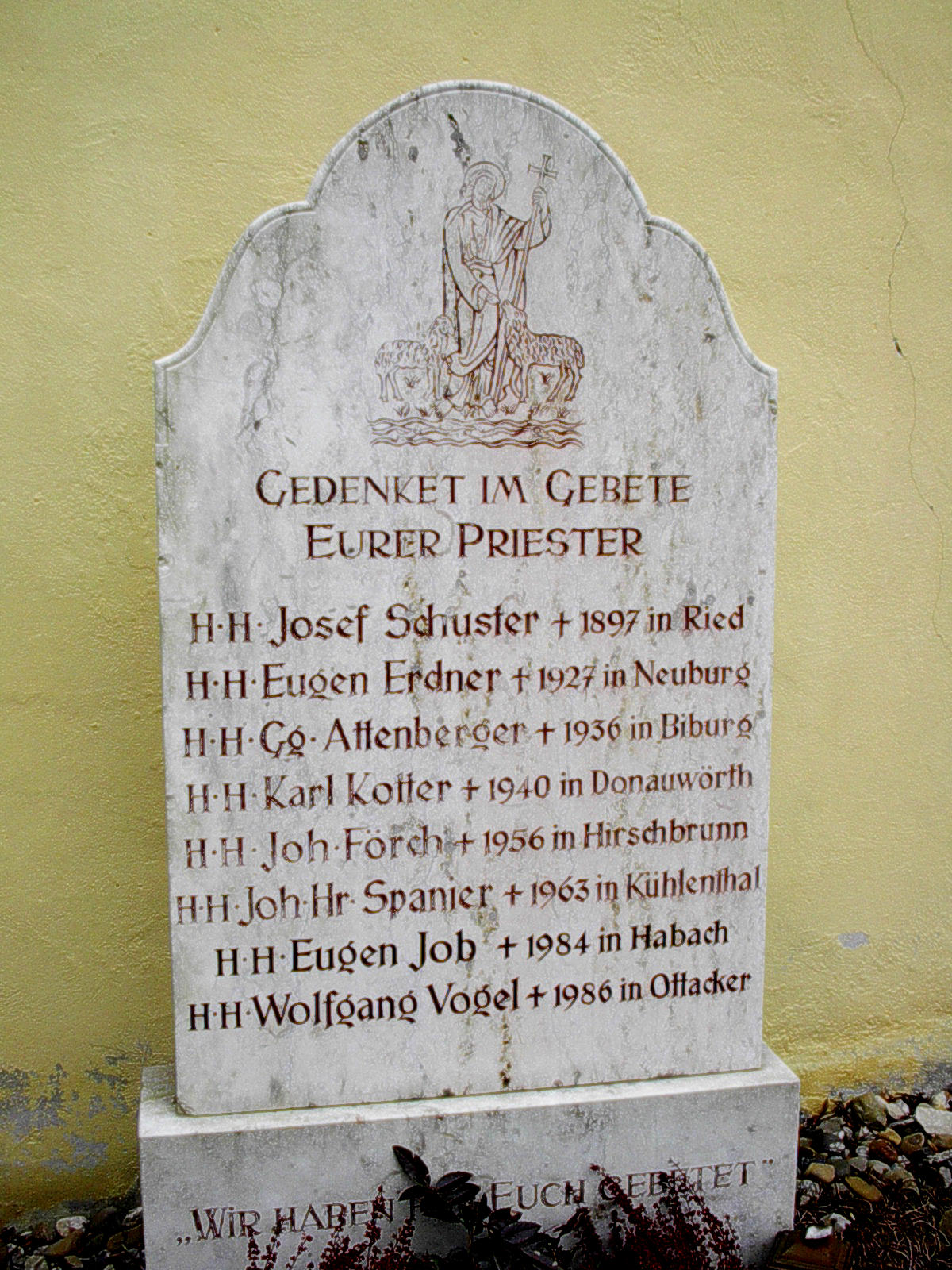
Das Priestergrab zugleich ein Denkmal an Eugen Erdner

Eugen Erdner ist am 26. August 1869 in Lauchheim in Württemberg als Kaufmannssohn geboren. Der begabte Schüler durfte sofort von der dritten auf die fünfte Klasse aufsteigen. Er besuchte das Gymnasium in Ellwangen und diente nach der Reifeprüfung ein Jahr beim 12. Infanterie-Regiment in Neu-Ulm.
Die Universitäten in Würzburg und München waren die nächsten Stationen, wo er Philosophie und Botanik studierte. Im Lyzeum in Dillingen vollendete er das Theologiestudium. Am 31. August 1893 weihte ihn der Augsburger Bischof Pankratius von Dinkel zum Priester.
Erste Seelsorgestation war St. Lorenz in Kempten, anschließend kam er 1897 als Kaplan nach Neuburg in die Pfarrei St. Peter und bekam im April 1898 mit Ried eine eigene Pfarrstelle. Nach zehn Jahren wurde er Stadtpfarrer von Donauwörth Hl. Kreuz. Schon wenige Monate darauf wurde ihm das Amt des Kapitelskämmerers übertragen. Er war zugleich der Religionslehrer am Knabeninstitut Hl. Kreuz.
Doch wieder zehn Jahre später, also 1918, überfiel ihn eine heimtückische Krankheit, seine Arbeit wurde gelähmt. 1922 stürzte er bei Glatteis und war nun total ans Krankenbett gefesselt. Im Frühjahr 1928 kam Erdner in das Priesterhospiz St. Augustin in Neuburg. Am 15. August 1928 erlöste ihn der Tod von seinem schweren Leiden. Beerdigt wurde der Seelenhirte in seiner Heimat.